# Kliprand
Kliprand is een dorp in de provincie West-Kaap in Zuid-Afrika. Het ligt in het uiterste noordelijke puntje van West-Kaap, in het voormalige thuisland Bushmanland, langs de weg R355. Het wordt omgeven door bergen en de vlaktes direct om het dorp gelegen zijn begroeid met kokerbomen.